# Eric Cleworth
Eric Cleworth (3 janvier 1920, Minneapolis, Minnesota - 10 décembre 1999, Riverside County, Californie) est un animateur américain ayant travaillé pour les studios Disney.

## Filmographie
- 1953 : Peter Pan
- 1953 : Franklin et moi
- 1955 : La Belle et le Clochard
- 1955-1957 : Walt Disney's Wonderful World of Color (7 épisodes)
- 1957 : The Truth About Mother Goose
- 1959 : La Belle au bois dormant
- 1959 : Donald au pays des mathémagiques
- 1960 : Goliath II
- 1961 : Les 101 Dalmatiens
- 1963 : Merlin l'Enchanteur
- 1967 : Le Livre de la jungle
- 1970 : Les Aristochats, animation des personnages et scénario
- 1973 : Robin des Bois
- 1974 : Winnie l'ourson et le Tigre fou, scénario
- 1977 : Les Aventures de Winnie l'ourson, animation et scénario